# Au Pavillon d'Alsace
Au Pavillon d'Alsace est une œuvre pour piano de Germaine Tailleferre composée en 1937 et publiée la même année au sein du recueil collectif À l'Exposition.

## Contexte et création
Au Pavillon d'Alsace est la contribution de Germaine Tailleferre à l'album collectif À l'Exposition publié par Raymond Deiss en 1937.
Composée en 1937 et destinée au piano, la pièce est une illustration musicale de l'Exposition universelle de Paris de 1937. La partition est dédiée à Marguerite Long. Il est à noter que le matériau musical du morceau est repris par Tailleferre dans un opéra en un acte, Le Marin de Bolivar, également donné à l'occasion de l'Exposition universelle. Au Pavillon d'Alsace est d'une durée moyenne d'exécution de quatre minutes vingt environ.

## Analyse
L'œuvre est en deux parties, :
- la première, moderato, en sol bémol majeur, est en rythme pointé, à la manière d'une ouverture à la française[2], et harmonisée à la jazz, à l'instar de la Sicilienne de 1928[1] ;
- la seconde, allegro, en si majeur, est une « sorte de ländler plein d'entrain et de bonne humeur[1] » pour Guy Sacre, un volet « vif et étincelant, qui nous montre la compositrice au sommet de ses moyens[2] », relève la musicologue Caroline Potter.

## Discographie sélective
- Exposition Paris 1937, Bennett Lerner (piano), Etcetera KTC 1061, 1988.
- Germaine Tailleferre : Œuvres pour piano, Cristina Ariagno (piano), Timpani 1C1074, 2003.
- Germaine Tailleferre: Her Piano Works, Revived. 1, Nicolas Horvath (piano), Grand Piano GP891, 2022[4].
- The Flower of France (La Fleur de France) – Germaine Tailleferre Piano Works, Quynh Nguyen (en) (piano), Music & Arts MACD1306, 2023.